# Erik Lehmann
Pour les articles homonymes, voir Lehmann.
Erik Lehmann, né le 13 février 1960 à Lons-le-Saunier, est un entraîneur franco-suisse de basket-ball

## Biographie
Évoluant au poste d'arrière sous les couleurs du club défunt de Vesontio puis du Besançon Basket Comté Doubs, il met fin à sa carrière de joueur en 1994 pour choisir la carrière d'entraîneur. Il devient d'abord Conseiller technique régional avant d'occuper le poste d'entraîneur de l'Équipe de France junior.
C'est là que le président du Besançon Basket Comté Doubs André Mulon va le chercher pour lui confier les rênes de son club pour la saison 1997-1998.
Sous sa conduite, le club termine huitième de Pro A, synonymes de première participation aux play-offs et de première qualification à une coupe européenne, la coupe Korać, pour la saison suivante. Mais une mauvaise saison 2000-2001 met fin à son aventure bisontine.
Il est choisi pour la saison suivante par la nouvelle équipe dirigeante du Paris Basket Racing pour y occuper le poste d'entraîneur mais sa collaboration avec le club de la capitale est de courte durée : il remet sa démission en mai 2002.
Il arrive fin 2002 à l'Élan sportif chalonnais en remplacement de « Manu » Schmitt (licencié). Mais les résultats sont médiocres et il est licencié du club à 10 journées de la fin du championnat 2002-2003, il est remplacé par Gregor Beugnot.
Entraîneur des espoirs du Besançon Basket Comté Doubs en 2006-2007, il signe pour l'année suivante pour les féminines d'Aix-en-Provence.
Fin 2009 il arrive en Suisse et devient l'entraîneur du Sierre Basket avec qui il remporte son premier titre en tant qu'entraineur lors de la Coupe de Suisse féminine de basket-ball. Il entraine depuis 2010 le club d'Hélios Basket avec qui il obtient 16 titres nationaux en 7 saisons.
Après avoir occupé un poste d'enseignant en Education Physique et Mathématiques dans les Cycles d'Orientation de Fully et de Derborence à Conthey, il est maintenant Directeur Elite, Compétitions et Technique de la fédération Suisse de Basketball.

## Clubs
Joueur
- ????-1990 :  AL Lons-le-Saunier
- 1990-1994 :  Besançon Basket Comté Doubs (Nationale 2 puis Pro B)

Entraîneur
- 1997-2001 :  Besançon Basket Comté Doubs (Pro A)
- 2001-2002 :  Paris Basket Racing (Pro A)
- 2002-2003 :  Élan sportif chalonnais (Pro A)
- 2006-2007 :  Besançon Basket Comté Doubs (Responsable du Centre de Formation)
- 2007-2009 :  Pays d'Aix Basket 13 (LFB)
- 2009-2010 :  Sierre Basket (SBL WOMEN)
- 2010-2017 :  Hélios Sion (SBL WOMEN)

## Sélection nationale
- Équipe de France junior

## Palmarès

### Club
Joueur
- Champion de France de Pro B 1995

Entraîneur
- Coupe de Suisse féminine de basket-ball 2010
- Coupe de Suisse féminine de basket-ball 2011
- Coupe de Suisse féminine de basket-ball 2012
- Coupe de Suisse féminine de basket-ball 2013
- Coupe de Suisse féminine de basket-ball 2014
- Coupe de Suisse féminine de basket-ball 2015
- Champion de Suisse féminin de basket-ball 2010, 2012, 2013, 2014, 2015, 2016, 2017
- Coupe de la Ligue féminine suisse de Basket-ball 2010, 2011, 2012, 2013, 2014, 2015
- Vice-champion d'Europe junior avec la France en 1996